# Christian Malanga
Christian Malanga Musumari (2 de janeiro de 1983 - 19 de maio de 2024) foi um político, empresário e oficial militar congolês-americano. Até à sua morte, foi líder do Partido Congolês Unido (PCU), um partido político nacional que formou após suas experiências nas amplamente disputadas eleições parlamentares da República Democrática do Congo em 2011 e um opositor ao governo do presidente Félix Tshisekedi. Em 17 de maio de 2017, ele estabeleceu o Novo Governo do Zaire no Exílio em Bruxelas e proclamou-se seu Presidente.  Malanga tentou derrubar o governo da República Democrática do Congo em 19 de maio de 2024. A tentativa falhou, com Malanga sendo morto a tiros e o seu filho Marcel  preso.